# Fertirrigación

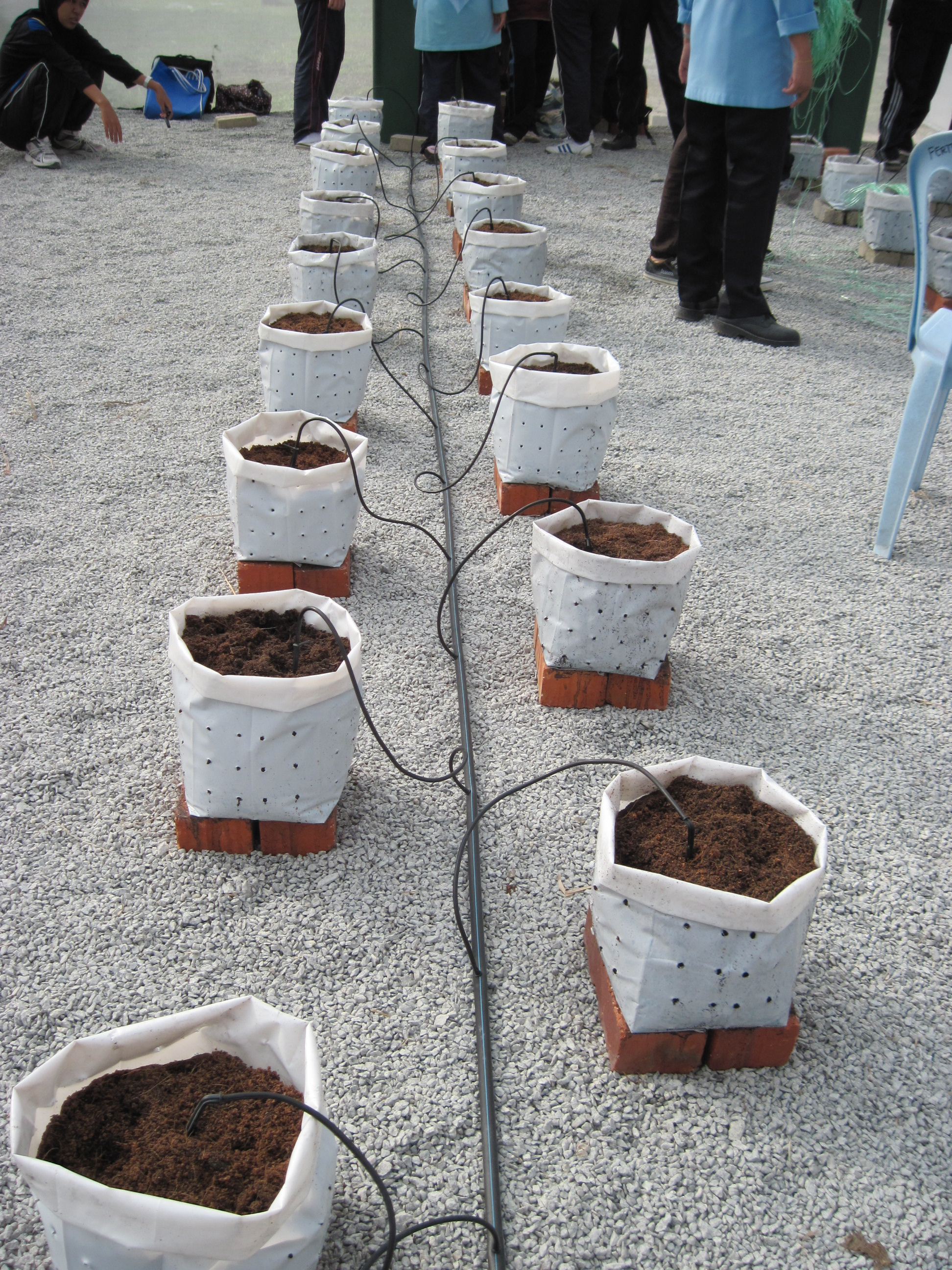
Fertirriego con bolsa de polietileno blanca

La fertirrigación o fertirriego es aportar al suelo los nutrientes que necesitan los cultivos disolviéndolos en el agua de riego. Es un neologismo que se forma a partir de "fertilización" y "riego", a imitación del inglés fertigation. La Real Academia Española (RAE) recoge fertirrigación, pero no fertirriego.

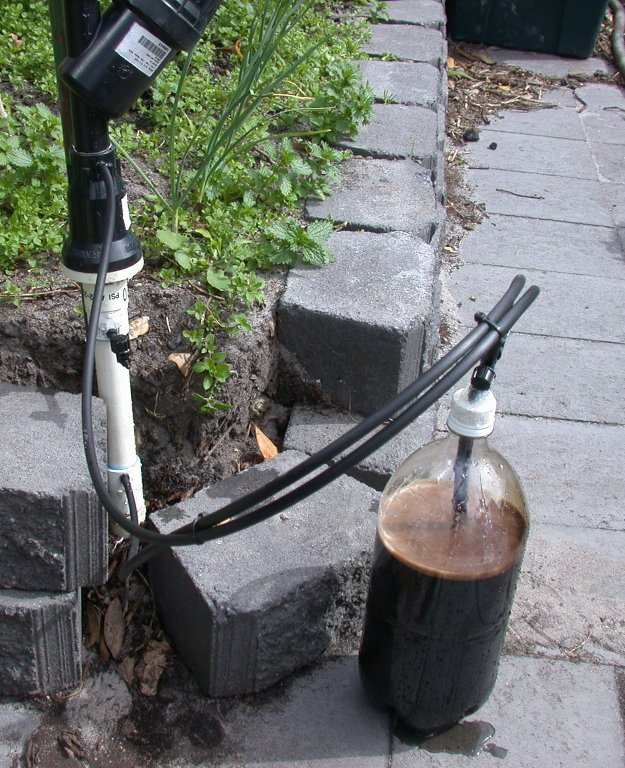
Abono mezclado con agua conectado a un sistema de riego por goteo.

Análogamente, la quimigación (no recogida por la RAE) es la disolución de plaguicidas (fungicidas, herbicidas, insecticidas, nematicidas) en un sistema de riego. Está relacionada con el fertirriego. A veces ambos términos se usan indistintamente, pero la quimigación es generalmente un proceso más controlado y regulado debido a la naturaleza de los productos químicos utilizados, algunos de los cuales representan una amenaza para la salud de los seres humanos, los animales y el medio ambiente.

## Usos
El fertirriego se practica ampliamente en la agricultura comercial y la horticultura. También se utiliza cada vez más en paisajismo, ya que las unidades dispensadoras se han vuelto más fiables y fáciles de usar. La fertirrigación se emplea para añadir nutrientes adicionales o corregir deficiencias nutritivas detectadas en el análisis del tejido vegetal. Generalmente se practica en cultivos de alto valor, como verduras, césped, árboles frutales y plantas ornamentales.

## Productos químicos utilizados habitualmente
El nitrógeno es el nutriente vegetal más utilizado. El nitrógeno natural (N2) es una molécula diatómica que constituye aproximadamente el 80 % de la atmósfera de la Tierra. La mayoría de las plantas no pueden consumir directamente el nitrógeno diatómico, por lo que el nitrógeno debe estar contenido en otras sustancias químicas que las plantas sí puedan absorber. Comúnmente, el amoníaco anhidro, el nitrato de amonio y la urea se utilizan como fuentes biodisponibles de nitrógeno. 
Otros nutrientes que necesitan las plantas son el fósforo y el potasio. Al igual que el nitrógeno, las plantas necesitan estos átomos para vivir, pero deben formar parte de otros compuestos, como el fosfato monoamónico o el diamónico, para que los vegetales puedan incorporarlos a su metabolismo. Una fuente común de potasio es el muriato de potasa, que químicamente es cloruro de potasio. Para determinar qué nutrientes deben añadirse hay que tener en cuenta los ya presentes en el suelo (por lo que se debe analizar) y las necesidades del cultivo en particular (no todos los cultivos requieren los mismos nutrientes en idéntica cantidad). Afinando más, para obtener el rendimiento óptimo de un determinado cultivo puede ser apropiado variar las cantidades y los tipos de abono disuelto a lo largo de su crecimientoː no se pondrá lo mismo cuando se acaba de sembrar que cuando está a punto de dar fruto.
Los fungicidas se emplean para el césped, como el de los campos de golf o el de las granjas de césped. Uno de los primeros (1995) en comercializarse fue el ciproconazol.

## Ventajas
Entre las ventajas de los métodos de fertirriego sobre los convencionales pueden citarse:
- Aumento de la absorción de nutrientes por las plantas.
- Colocación precisa de los nutrientes: donde va el agua va también el nutriente.
- Capacidad de "microdosificar", alimentando a las plantas solo lo suficiente para que los nutrientes puedan ser absorbidos y no sean arrastrados por las aguas pluviales.
- Reducción de fertilizantes, productos químicos y agua necesarios.
- Reducción de la lixiviación de productos químicos en el suministro de agua.
- Consumo reducido de agua debido a la mayor capacidad de la masa radicular de la planta para atrapar y retener agua.
- La aplicación de nutrientes se puede controlar en el momento preciso y a la velocidad necesaria.
- Se minimiza el riesgo de que las raíces contraigan enfermedades transmitidas por el suelo a través del suelo contaminado.
- Reducción de los problemas de erosión del suelo ya que los nutrientes se bombean a través del sistema de goteo de agua. La lixiviación se reduce a menudo mediante métodos utilizados para la fertirrigación.

## Desventajas
- La concentración de la solución puede disminuir a medida que se disuelve el fertilizante. Esto depende del equipo de fertirrigación que se haya elegido. Si se selecciona mal puede provocar una administración subóptima de nutrientes.
- El suministro de agua para fertirrigación debe mantenerse separado del suministro de agua potable para evitar la contaminación.
- Posible pérdida de presión en la línea principal de riego.
- El proceso depende de que el suministro de agua no se vea restringido por sequías.

## Métodos empleados
- Riego por goteo: menos desperdicio que los aspersores. No sólo es más eficiente para el uso de fertilizantes, sino que también puede maximizar la absorción de nutrientes en plantas como el algodón.[8] La fertirrigación por goteo también puede aumentar el rendimiento y la calidad de las frutas y las flores, especialmente en sistemas de goteo subterráneo en lugar de sistemas de goteo sobre la superficie. [9]
- Sistemas de riego por aspersiónː umenta la calidad de hojas y frutos.
- Aplicación continua: el fertilizante se suministra a una tasa constante.
- Aplicación en 3 etapas: el riego comienza sin fertilizantes. Los fertilizantes se aplican más tarde en el proceso, una vez que el suelo está húmedo, y la etapa final elimina los fertilizantes del sistema de riego.[10]
- Aplicación proporcional: la tasa de inyección de fertilizantes es proporcional a la tasa de descarga de agua.
- Aplicación cuantitativa: la solución nutritiva se aplica en una cantidad calculada a cada bloque de riego.
- Otros métodos de aplicación incluyen el movimiento lateral, el cañón viajero y los sistemas fijos.

## Diseño del sistema
La fertirrigación facilita a los agricultores la distribución de abonos. El sistema más sencillo consiste en un tanque con una bomba de impulsión, tuberías de distribución, capilares y un gotero.
Todos los sistemas deben colocarse sobre una plataforma elevada o sellada, no en contacto directo con la tierra. Cada sistema debe estar equipado con cubetos de retención para evitar los daños de un posible derrame de productos químicos.

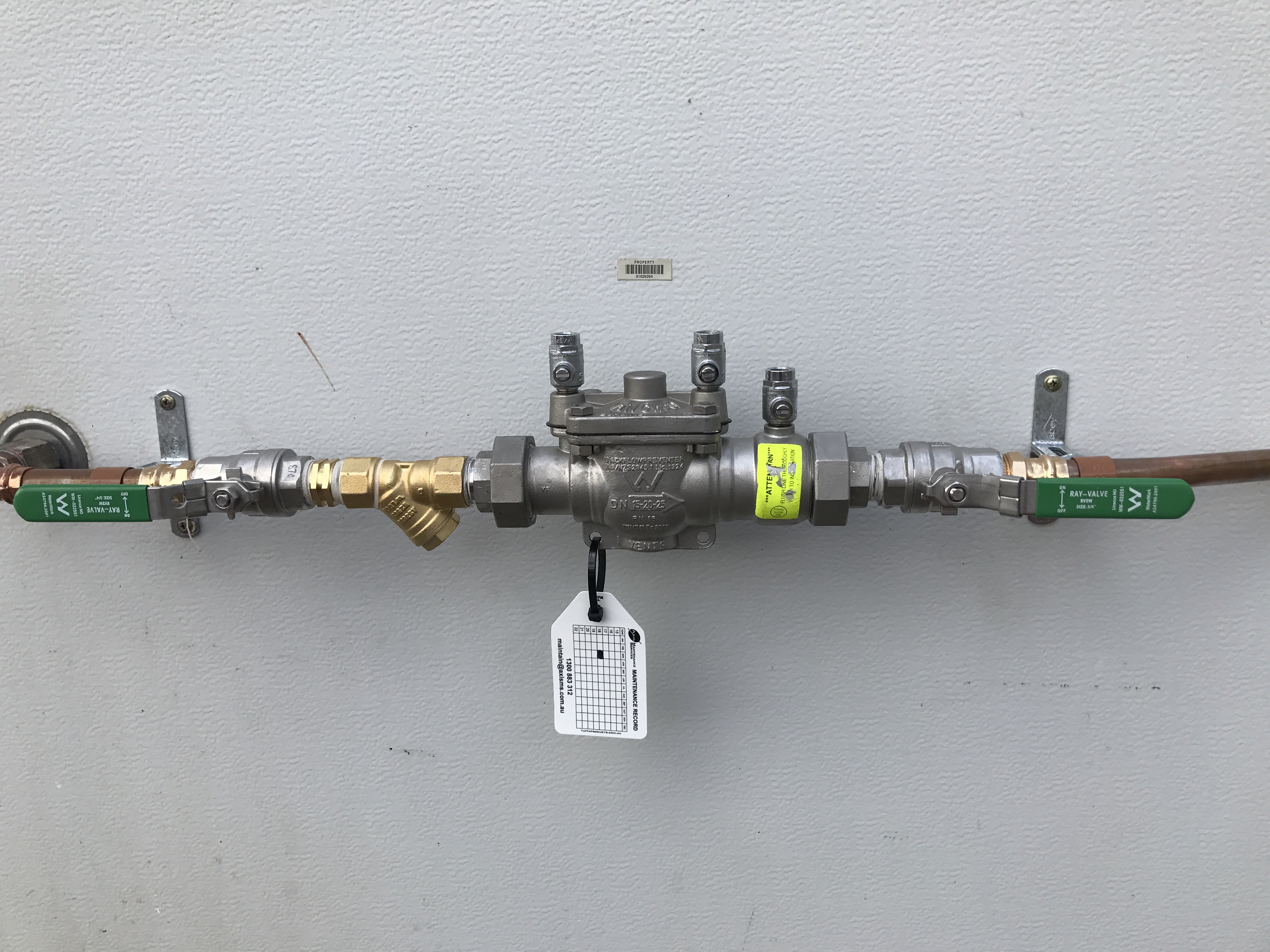
Conjunto de válvulas para prevenir el reflujo

Primero está el punto de suministro de agua potable, luego el punto de inyección de fertilizante en el agua de riego y por último, el cultivo. Hay riesgo de que al menos parte del fertilizante inyectado, en lugar de ir "hacia adelante", hacia el cultivo, vaya "hacia atrás" (reflujo) y contamine el suministro de agua potable. Por ello se requiere un dispositivo de prevención de reflujo para la mayoría de los sistemas de fertirrigación. Los requisitos de este sistema pueden ser muy variables según el territorio donde opere, de modo que resulta importante conocer la normativa y aplicarla correctamente.